# Dicranoloma cutlackii
Dicranoloma cutlackii là một loài Rêu trong họ Dicranaceae. Loài này được (D.H. Norris & T.J. Kop.) Klazenga mô tả khoa học đầu tiên năm 1999.